# Інфляційне таргетування
Таргетування (від англ. target — мета) — спосіб реалізації господарської політики держави або окремого підприємства. Полягає у виборі якоїсь економічної «мішені», на яку потрібно впливати, щоб досягти певних результатів, поставленої мети. Зокрема, регулювання приросту грошової маси, на яке спрямовують свою політику центральні банки.

## Інфляційне таргетування
Інфляційне таргетування — комплекс заходів, яких вживають державні органи влади для контролю за рівнем інфляції у країні.
Інфляційне таргетування має декілька стадій:
- встановлення планового показника інфляції на деякий період (як правило, рік);
- вибір монетарного інструментарію для контролю над рівнем інфляції;
- застосування монетарного інструментарію;
- порівняння рівня інфляції на кінець звітного періоду із запланованим і аналіз ефективності монетарної політики.

В Україні режим інфляційного таргетування застосовується Національним банком починаючи із 2016 року. 

### Цільовий рівень інфляції деяких держав у 2008 році
- Росія — 8,5 %
- Англія — 2 % ±1 відсотковий пункт
- Єврозона — 2 %
- Швеція — 2 % ±1 відсотковий пункт
- Японія — 0 %
- Китай — 4,8 % [недоступне посилання з липня 2019]